# Cecil W. Stoughton

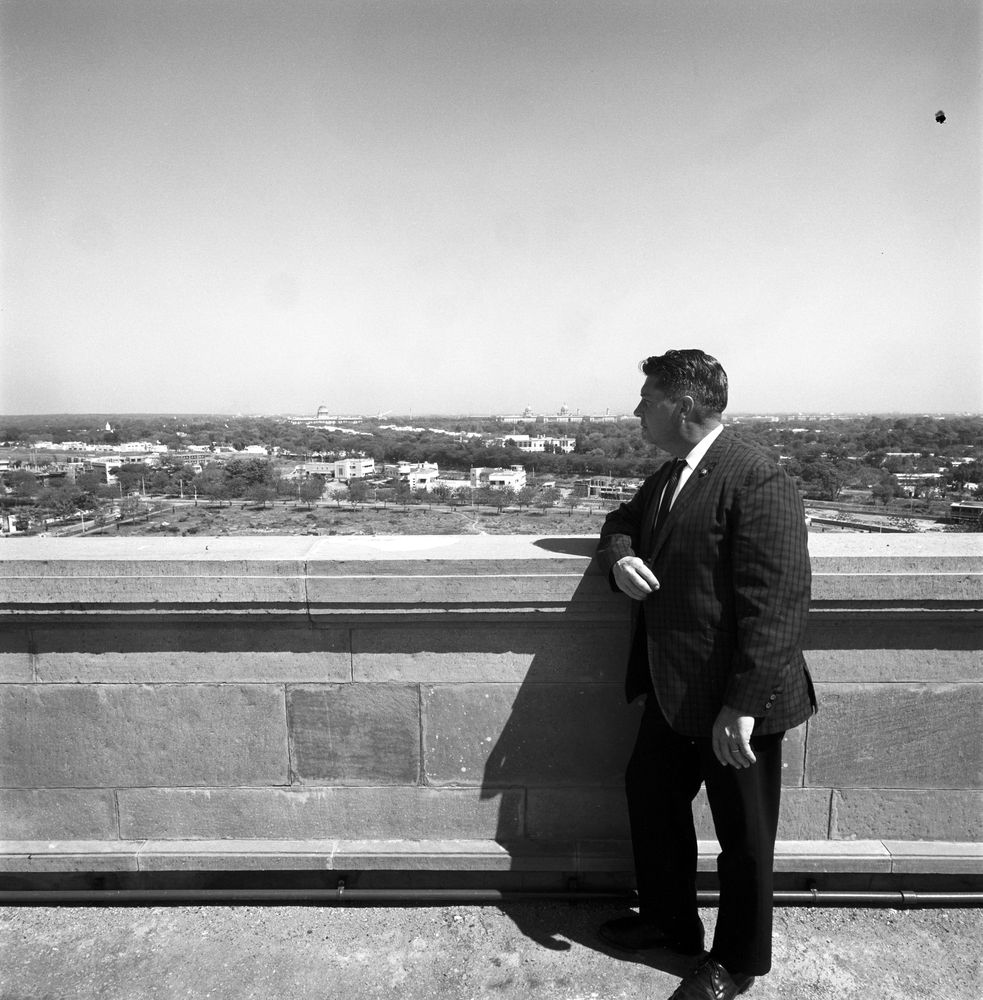
Cecil W. Stoughton (1962)

Cecil William Stoughton (* 18. Januar 1920 in Oskaloosa, Iowa; † 3. November 2008 in Merritt Island, Florida) war ein US-amerikanischer Fotograf. Er war der erste Fotograf, der die Amtszeit eines US-Präsidenten offiziell dokumentierte und arbeitete in den Jahren 1961 bis 1965 im Weißen Haus, zunächst für John F. Kennedy, dann für Lyndon B. Johnson.

## Leben
Stoughton besuchte das College und meldete sich dann für den Dienst in der US Army. Er wurde dort zum Fotografen ausgebildet, u. a. bei Alfred Eisenstaedt und Margaret Bourke-White. Er erlernte auch die Kameraführung in Hollywood, u. a. beim späteren Präsidenten Ronald Reagan. Im Zweiten Weltkrieg diente er in der First Motion Picture Unit (FMPU) der Armee und arbeitete für das United States Army Signal Corps.
Captain Stoughton fotografierte seit der Amtseinführung am 20. Januar 1961 im und für das Weiße Haus. Neben Kennedy waren auch dessen Frau Jacqueline und die Kinder Motive. In den 34 Monaten der Amtszeit von Kennedy bis zu dessen Ermordung machte er rund 12.000 Fotos, darunter eines mit Robert F. Kennedy und Marilyn Monroe. Er war der einzige Fotograf an Bord der Air Force One, als diese nach dem Attentat nach Washington zurückflog. Hier entstand sein Foto von der Eidesleistung von Lyndon B. Johnson gegenüber Richterin Sarah T. Hughes. 1967 ging Stoughton als Major in den Ruhestand und arbeitete für den National Park Service. Zahlreiche seiner Fotos sind heute im Besitz der Präsidentenbibliotheken (John F. Kennedy Presidential Library and Museum und Lyndon Baines Johnson Library & Museum).

## Publikationen
- Mit Chester V. Clifton, Hugh Sidey: The Memories – JFK, 1961-1963. Norton, New York 1973.
- Richard Reeves, Harvey Sawler, mit Fotos von Cecil W. Stoughton: Portrait of Camelot: a thousand days in the Kennedy White House. Abrams, New York 2010, ISBN 978-0-81099-585-7.